# 北沢種一
- 北沢種一
- 北澤種一

北沢 種一（きたざわ たねいち、1880年〈明治13年〉1月13日 - 1931年〈昭和6年〉12月9日）は、日本の教育者。

## 経歴
長野県諏訪郡四賀村（現在の諏訪市）出身。長野県師範学校を経て、1906年（明治39年）に東京高等師範学校を卒業した。福井県師範学校を経て、東京女子高等師範学校教授・同附属高等女学校教諭・同附属小学校主事を務めた。1922年（大正11年）から1924年（大正13年）までドイツに留学し、帰国後は東京女子高等師範学校附属高等女学校主事となった。ドイツから帰国後、作業教育を提唱した。

## 著作
著書
- 『実際教授 高等小学読本研究』上下巻、敬文館、1912年11月-1913年4月
- 『国民性と大正の教育』 吉村茂助共著、学海指針社、1913年6月
- 『統合 教育教科書 教育学』 島田民治ほか共著、松邑三松堂、1914年10月
- 『統合 教育教科書 心理学』 島田民治ほか共著、松邑三松堂、1914年10月
- 『統合 教育教科書 論理学』 島田民治ほか共著、松邑三松堂、1914年10月
- 『統合 教育教科書 各科教授法』 島田民治ほか共著、松邑三松堂、1914年10月
- 『統合 教育教科書 学校管理法』 島田民治ほか共著、松邑三松堂、1914年10月
- 『統合 教育教科書 近世教育史』 島田民治ほか共著、松邑三松堂、1914年10月
- 『女学校用 新教育学』 日田権一共著、松邑三松堂、1915年10月
- 『国定 小学修身書の活用』 教育新潮研究会〈教育新潮叢書〉、1916年12月
- 『新教育法の研究』 隆文館、1923年1月
- 『作業教授に就て』 東京市小学校裁縫研究会、1926年2月
- 『学級経営原論』 東洋図書、1927年2月
- 『最近の独逸教育状況』 社会教育協会〈社会教育パンフレット〉、1927年12月
- 『作業主義 学級経営』 東洋図書、1929年10月
- 『作業教育序説』 目黒書店、1929年11月
- 『ライプチッヒの作業教育と其の批判』 郁文書院、1930年11月
- 『公民科の教材研究』上下篇、倉沢剛共著、改進書房、1931年
- 『現代作業教育の諸問題』 明治図書、1931年6月
- 『学校経営原論』 東洋図書、1931年12月
- 『作業教育の原理と実際』 高踏社〈教育思潮パンフレット〉、1931年12月
- 『作業教育の本質』 郁文書院、1932年
- 『作業による陶冶の原理』 目黒書店、1933年10月
- 『作業教育概論』 成美堂書店〈農業教育パンフレット〉、1934年5月

訳書
- 『ルーデ氏各科教授法』上下巻、富士徳次郎ほか共訳、宝文館、1920年6月-1921年2月

編書
- 『簡明学修辞典』 藤井利誉共編、宝文館、1927年10月
- 『現代作業教育』 東洋図書、1930年
  - 橋本美保監修 『文献資料集成 大正新教育 第11巻 東京女子高等師範学校附属小学校・東京高等師範学校附属小学校』 日本図書センター、2016年9月、ISBN 9784284308052

## 関連文献
- 大日本学術協会編修 『日本現代教育学大系 第五巻 春山作樹氏教育学 北沢種一氏教育学 赤井米吉氏教育学 手塚岸衛氏教育学』 モナス、1927年5月 ／ 日本図書センター、1989年11月、ISBN 4820584693
- 「故北沢先生を偲ぶ座談会」（児童教育研究会編 『児童教育』第26巻第2号、1932年2月）
- 北沢正一編輯 『父北沢種一追悼録』 北沢正一、1935年9月
- 斉藤太郎 「北沢種一 : 作業教育の提唱と実践」（唐沢富太郎編著 『図説 教育人物事典 : 日本教育史のなかの教育者群像 上巻』 ぎょうせい、1984年4月）